# قطعنامه ۱۰۵۱ شورای امنیت
قطعنامه ۱۰۵۱ شورای امنیت سازمان ملل متحد که در تاریخ ۲۷ مارس ۱۹۹۶ تصویب شد، سندی بین‌المللی دربارهٔ بررسی وضعیت میان عراق و کویت است. این قطعنامه طی نشست ۳۶۴۴ام با ۱۵ رای موافق، ۰ مخالف و ۰ ممتنع تصویب شد.